# Червоная Долина (Кировоградская область)
Червоная Долина (укр. Червона Долина) — село в Бобринецкой городской общине Кропивницкого района Кировоградской области Украины.
До 2020 года входило в Бобринецкий район
Население по переписи 2001 года составляло 161 человек. Почтовый индекс — 27223. Телефонный код — 5257. Занимает площадь 0,747 км². Код КОАТУУ — 3520887901.